# Valērijs Žolnerovičs
Valērijs Žolnerovičs (19. april 1985 i Ventspils i Lettiske SSR) er en lettisk langdistanceløber, som har deltaget ved de Olympiske Lege. Han er indehaver af den lettiske rekord i halvmaraton, og trænes af Dainis Lodiņš.
Žolnerovičs deltog i Sommer-OL i 2008 i Beijing ved 3.000 meter hækkeløb, hvor han opnåede en 32. plads med en tid på 8:37.65. I 2010 vandt han halvmaraton ved Riga Maraton, med en tid på 1:05:40, der samtidig slog den tidligere løbsrekord af Pavel Loskutov fra 2008 med 12 sekunder. I 2011 slog Žolnerovičs den tidligere lettiske rekord i halvmaraton med tiden 1:04:43.

## Resultater
| År   | Konkurrence           | Sted               | Position | Begivenhed  | Noter   |
| ---- | --------------------- | ------------------ | -------- | ----------- | ------- |
| 2008 | Lettiske mesterskaber | Valmiera i Letland | 1.       | 3.000 m     | 8:14.82 |
| 2010 | Riga Maraton          | Riga i Letland     | 1.       | Halvmaraton | 1:05.40 |
| 2011 | Kuldīga Halvmaraton   | Kuldīga i Letland  | 1.       | Halvmaraton | 1:06.17 |